# Notarcha pactolica
Notarcha pactolica is een vlinder uit de familie van de grasmotten (Crambidae). De wetenschappelijke naam van de soort is voor het eerst gepubliceerd in 1887 door Arthur Gardiner Butler.
De soort komt voor op de Solomonseilanden.